# Internationale Cricket-Saison 1956/57
Die internationale Cricket-Saison 1956/57 fand zwischen November 1956 und März 1957 statt. Als Wintersaison wurden vorwiegend Heimspiele der Mannschaften aus Südasien, der Karibik und Ozeanien ausgetragen.

## Überblick

### Internationale Touren
| Beginn            | Heimteam  | Auswärtsteam | Resultate | Artikel |
| Beginn            | Heimteam  | Auswärtsteam | Test      | Artikel |
| ----------------- | --------- | ------------ | --------- | ------- |
| 11. Oktober 1956  | Pakistan  | Australien   | 1–0 [1]   | Artikel |
| 19. Oktober 1956  | Indien    | Australien   | 0–2 [3]   | Artikel |
| 24. Dezember 1956 | Südafrika | England      | 2–2 [5]   | Artikel |

### Internationale Touren (Frauen)
| Beginn          | Heimteam   | Auswärtsteam | Resultate | Artikel |
| Beginn          | Heimteam   | Auswärtsteam | WTest     | Artikel |
| --------------- | ---------- | ------------ | --------- | ------- |
| 18. Januar 1957 | Australien | Neuseeland   | 1–0 [1]   | Artikel |

## Nationale Meisterschaften
Aufgeführt sind die nationalen Meisterschaften der Full Member des ICC.
| Land       | First-Class                 |
| ---------- | --------------------------- |
| Australien | Sheffield Shield 1956/57    |
| Indien     | Ranji Trophy 1956/57        |
| Neuseeland | Plunket Shield 1956/57      |
| Pakistan   | Quaid-e-Azam Trophy 1956/57 |